# 대한민국 민법 제320조
대한민국 민법 제320조는 유치권의 내용에 대한 민법 물권법상 조문이다.

## 조문
제320조(유치권의 내용) ① 타인의 물건 또는 유가증권을 점유한 자는 그 물건이나 유가증권에 관하여 생긴 채권이 변제기에 있는 경우에는 변제를 받을 때까지 그 물건 또는 유가증권을 유치할 권리가 있다.
②전항의 규정은 그 점유가 불법행위로 인한 경우에 적용하지 아니한다.

第320條(留置權의 內容) ① 他人의 物件 또는 有價證券을 占有한 者는 그 物件이나 有價證券에 關하여 생긴 債權이 辨濟期에 있는 境遇에는 辨濟를 받을 때까지 그 物件 또는 有價證券을 留置할 權利가 있다.
②前項의 規定은 그 占有가 不法行爲로 因한 境遇에 適用하지 아니한다.

## 참고 문헌
- 오현수, 일본민법, 진원사, 2014. ISBN 978-89-6346-345-2
- 오세경, 대법전, 법전출판사 , 2014 ISBN 978-89-262-1027-7
- 이준현 , LOGOS 민법 조문판례집, 미래가치, 2015. ISBN 979-1-155-02086-9

## 같이 보기
- 유치권